# Ordanja
Ordanja falu Horvátországban, Eszék-Baranya megyében. Közigazgatásilag Koskához tartozik.

## Fekvése
Eszéktől légvonalban 30, közúton 35 km-re nyugatra, községközpontjától 1 km-re délre, Szlavónia középső részén, a Szlavóniai-síkságon, Koska és Andrijevac között fekszik.

## Története
A település a 20. század első felében fűrésztelepként keletkezett a valpói uradalomban, a Koska déli részéhez tartozó erdős, mocsaras területen. Lakosságát az erdőirtással foglalkoztatott, korábbi lakóhelyüket elhagyó munkavállalók alkották. Az erdőirtás fokozatosan szántófölddé változtatta az erdőtalajt. A szántóföldi művelés előtt az árvizek problémáját is meg kellett oldani, ezért a területen nagyarányú csatornázási munkák is folytak. Lakóinak jelentős része Dalmáciából vándorolt be, ezért a falu egy részét Dalmatinska Ordanjának nevezik. A falu 1991-től a független Horvátországhoz tartozik. 1991-ben lakosságának 53%-a horvát, 33%-a szerb, 7%-a jugoszláv nemzetiségű volt. 2011-ben a falunak 162 lakosa volt.

## Lakossága
| Lakosság változása | Lakosság változása | Lakosság változása | Lakosság változása | Lakosság változása | Lakosság változása | Lakosság változása | Lakosság változása | Lakosság változása | Lakosság változása | Lakosság változása | Lakosság változása | Lakosság változása | Lakosság változása | Lakosság változása | Lakosság változása |
| ------------------ | ------------------ | ------------------ | ------------------ | ------------------ | ------------------ | ------------------ | ------------------ | ------------------ | ------------------ | ------------------ | ------------------ | ------------------ | ------------------ | ------------------ | ------------------ |
| 1857               | 1869               | 1880               | 1890               | 1900               | 1910               | 1921               | 1931               | 1948               | 1953               | 1961               | 1971               | 1981               | 1991               | 2001               | 2011               |
| 0                  | 0                  | 0                  | 0                  | 0                  | 0                  | 0                  | 101                | 177                | 217                | 246                | 215                | 187                | 156                | 181                | 162                |

(1921-ig településrészként, 1931-től önálló településként.)

## Sport
Az 1980-as években „Croatia” néven labdarúgóklub működött a településen. A klub működése még a délszláv háború előtt megszűnt.